# J.S.B. HAPPINESS
「J.S.B. HAPPINESS」（ジェイエスビー・ハピネス）は、三代目 J Soul Brothers from EXILE TRIBEの22枚目のシングル。2017年12月13日にrhythm zoneから発売された。

## 概要
- 前作「HAPPY」から9か月ぶり、2017年第二弾シングル。
- 「CD+DVD」と「CDのみ」の2形態での発売。カップリングには、J.S.B.シリーズのPKCZ®Remixを収録。
- LIVE DVD/Blu-ray『三代目J Soul Brothers LIVE TOUR 2016-2017 "METROPOLIZ"』との同時リリース。
- 2018年MPA賞（NexTone） ヒット・ソング賞を受賞[5]。

## チャート成績
- 2017年12月25日付のオリコン週間シングルランキングで、初週14.2万枚を売り上げて初登場1位を獲得した。前作「HAPPY」に続き2作連続、通算6作目のシングル1位となった。TOP10入りは、デビューシングル「Best Friend's Girl」から22作連続となる[6]。

## 収録曲

### CD
1. J.S.B. HAPPINESS [5:24]
作詞：SAKURA、作曲：Takashi Fukuda, SAKURA、編曲：Takashi Fukuda
  - 江崎グリコ『ポッキー』CMソング
2. J.S.B. DREAM -PKCZ® Remix- [3:38]
原曲とは異なり、メンバーのELLYがラップで参加している。
3. J.S.B. LOVE -PKCZ® Remix- [4:40]
4. J.S.B. HAPPINESS -PKCZ® Remix- [4:22]
原曲とは異なり、メンバーのELLYがラップで参加している。
5. J.S.B. HAPPINESS（Instrumental）

### DVD
1. J.S.B. HAPPINESS（Music Video）

## 収録アルバム
| 収録アルバム   | 楽曲             | 曲順 |
| -------------- | ---------------- | ---- |
| FUTURE(DISC-1) | J.S.B. HAPPINESS | 6    |